# Gerechtigheidspaneel (Maastricht)
Het Gerechtigheidspaneel, ook De tweevoudige gerechtigheid of Het Laatste Oordeel  genoemd, is een laat-vijftiende-eeuwse paneelschildering van de vrij onbekende schilder Jan van Brussel. Van Brussel schilderde het gerechtigheidstafereel omstreeks 1475 voor de toenmalige Raadkamer van Bourgondië in Maastricht. Na de opheffing van de Raadkamer hing het paneel waarschijnlijk in het Dinghuis. Omstreeks 1665 verhuisde het naar het nieuwe stadhuis van Maastricht. Sinds 2018 bevindt het zich in het Bonnefantenmuseum. Vanwege de vroege afbeelding van een rechtbanktafereel is het werk van (rechts-)historisch belang.

## Geschiedenis
Het Gerechtigheidspaneel wordt toegeschreven aan de vrijwel onbekende schilder Jan van Brussel. Hij wordt vermeld als meester van het Maastrichtse ambacht van de steynmetsers (metselaars), waartoe ook de beeldhouwers en kunstschilders behoorden, en waarvan hij tussen 1464 en 1472 driemaal deken was. De toewijzing van het ongesigneerde paneel is gebaseerd op een archivalische notitie van april 1475 in de rekeningen van de rentmeester der Brabantse domeinen te Maastricht (bewaard in het Algemeen Rijksarchief te Brussel). Daarin wordt een betaling van 30 ponden vermeld aan "Jan van Bruessel" voor het schilderen van een paneel, "eene ghemaelde taffel".

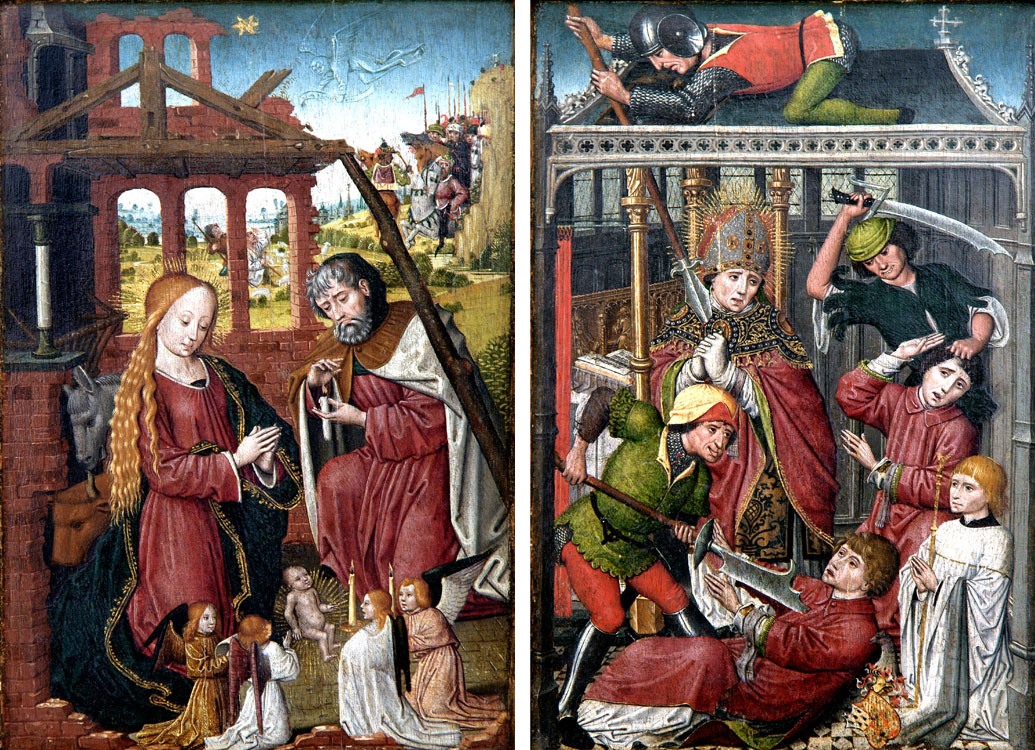
Palude-diptiek, Jan van Brussel?, ca. 1490 (Grand Curtius, Luik)

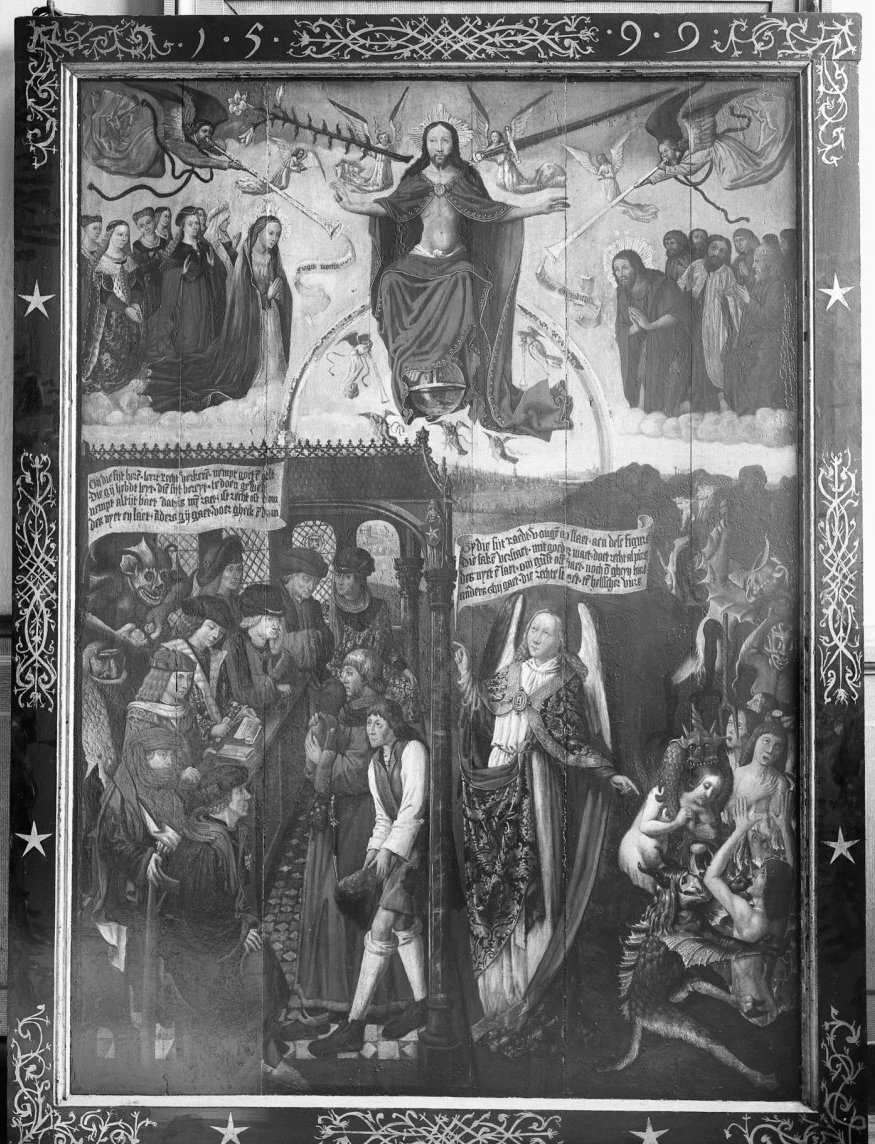
Het Gerechtigheidspaneel in 1915, enkele decennia voor de restauratie. De verticale planken zijn duidelijk zichtbaar

In 2017 poneerde de Belgische kunsthistoricus Didier Martens de stelling dat Jan van Brussel tevens de maker is van een diptiek in het museum Grand Curtius in Luik. Dit zogenaamde Palude-diptiek toont overeenkomsten met het Maastrichtse paneel qua compositie, stijl, kleur en techniek. Het tweeluik uit circa 1489-1492 is genoemd naar de schenker, de kanunnik Henricus ex Palude, ook wel Henri des Marrets, en bevond zich oorspronkelijk in de Luikse Sint-Lambertuskathedraal. Het diptiek toont aan de binnenzijde de twee patroonheiligen van de Luikse kathedraal: de maagd Maria en de heilige bisschop Lambertus, weergegeven door respectievelijk de Geboorte van Jezus en het Martelaarschap van Sint-Lambertus. De buitenzijde van het diptiek is in grisaille beschilderd met een Salomonsoordeel en een Christus en de overspelige vrouw.
Over de datering van het Gerechtigheidspaneel is in de loop der jaren veel discussie geweest. Een inscriptie op de lijst lijkt het jaartal 1599 aan te duiden. Victor de Stuers was in 1881 de eerste die constateerde dat dit jaartal niet juist kon zijn, aangezien het schilderij de kenmerken van de late vijftiende eeuw draagt. Latere auteurs meenden dat de gotische cijfers gelezen moesten worden als 1477 of 1499. Van Nispen tot Sevenaer, die in 1926 voor het eerst een foto van het paneel publiceerde in De Monumenten in de Gemeente Maastricht, meende dat een restaurateur het jaartal 1499 verkeerd gelezen had en er 1599 van had gemaakt. L.L. Minis was in 1985 van mening dat op kunsthistorische en archivalische gronden 1477 als meest waarschijnlijke ontstaansjaar beschouwd moet worden. De Belgische kunsthistoricus Juliaan De Ridder argumenteerde in 1989 dat het paneel in 1475-1476 moet zijn ontstaan. Roebroeks hield in 2009 een slag om de arm en gaf aan dat de datering geplaatst kan worden tussen 1475 en 1480.
Van Brussel ontving de opdracht voor het gerechtigheidstafereel vrijwel zeker van de Raadkamer van Bourgondië ("Raidcamer van Tricht" of "Conseil Monsieur le duc a Treicht"), een bestuursorgaan annex rechtbank, dat slechts enkele jaren tussen 1473 en 1477 heeft bestaan. Vrijwel het gehele  Maasland werd omstreeks 1473 gecontroleerd door de hertog van Bourgondië, Karel de Stoute (1433-1477), en diens trouwe vriend en stadhouder, Guy de Brimeu (1433-1477). Deze laatste wenste het Bourgondische gezag in het versnipperde midden-Maasgebied te centraliseren en richtte daartoe in 1473 in het tweeherige Maastricht dit nieuwe instituut op. De Maastrichtse Raadkamer moest het hoogste bestuurscollege en tevens de hoogste rechtsinstantie worden, niet alleen in het Luikerland en het graafschap Loon, maar ook in het hertogdom Limburg, de Landen van Overmaas en voor bepaalde zaken ook het graafschap Namen en het hertogdom Gelre. Karel de Stoute was waarschijnlijk aanwezig bij de opening; hij verbleef van 26 mei tot 10 juni 1473 in Maastricht, en opnieuw van 16 tot 21 juli 1474.
Waar de Bourgondische Raadkamer in Maastricht was gevestigd is niet bekend. Als mogelijke huisvesting zijn genoemd: het huis "De Lanscroon" in de Grote Staat (ter plekke van het latere warenhuis van V&D en Hudson's Bay), het Dinghuis aan de Kleine Staat, en de kruisgang van de Sint-Servaaskerk aan het Sint Servaasklooster. De Raadkamer was in Maastricht niet populair, omdat hij inbreuk maakte op de stedelijke privileges. Meteen na de dood van Karel de Stoute in januari 1477 werd het gehate instituut afgeschaft. De meeste raadsleden vluchtten; de rentmeester Benoît de Pardieu werd gearresteerd, veroordeeld en terechtgesteld. Het gebouw met inventaris, waaronder een tweetal schilderijen, werd geconfisqueerd, deels door de prins-bisschop van Luik, Lodewijk van Bourbon.. De bisschop bevond zich op dat moment in Gent, dus waarschijnlijk nam zijn vertegenwoordiger, de Luikse schout Thewalt van Royde, de goederen in bezit. De vermelding van twee panelen ("beyde de taeffele") heeft bij sommige auteurs het vermoeden gewekt dat Jan van Brussel niet een, maar twee panelen voor de Raadkamer vervaardigde.
Het Gerechtigheidspaneel is na de opheffing van de Raadkamer waarschijnlijk door de Luikse schout overgebracht naar het Dinghuis, de zetel van het Luikse en Brabantse hooggerecht. Het Dinghuis was toen splinternieuw; het was vanaf 1473 op de plek van het gesloopte huis "De Mayo" verrezen. In 1599 vond opnieuw een grote renovatie en uitbreiding van het gebouw plaats, waarbij mogelijk het Gerechtigheidspaneel werd voorzien van een nieuwe lijst, waarop het jaartal 1599 werd aangebracht. Van het Dinghuis verhuisde het paneel omstreeks 1664 naar het nieuwe stadhuis van Maastricht op de Markt, waar het ruim drieënhalve eeuw zou blijven. Daar hing het decennialang in de antichambre van de raadzaal. In 2018 gaf de Gemeente Maastricht het paneel in langdurige bruikleen aan het Bonnefantenmuseum, waar het deel uitmaakt van de permanente expositie Oude Kunst (inventarisnummer 6353).
Het schilderij heeft diverse restauraties ondergaan, de eerste mogelijk omstreeks 1599, toen het jaartal op de lijst werd aangebracht. Een zeer ingrijpende restauratie, door De Stuers eufemistisch "een onhandige restauratie" genoemd, werd in 1858 uitgevoerd door de lokale kunstenaar Alexander Schaepkens (1815-1899), die grote delen van het paneel overschilderde. De schade werd in 1952 deels ongedaan gemaakt in de restauratiewerkplaats van het Rijksmuseum Amsterdam, maar de bovenste verflagen bleken te ver afgesleten voor een algeheel herstel. Na de bruikleengave aan het Bonnefantenmuseum werd het schilderij in 2018 opnieuw schoongemaakt en gerestaureerd door Stichting Restauratie Atelier Limburg (SRAL), waarbij nog originele details onder de oude verflagen tevoorschijn kwamen.

## Beschrijving

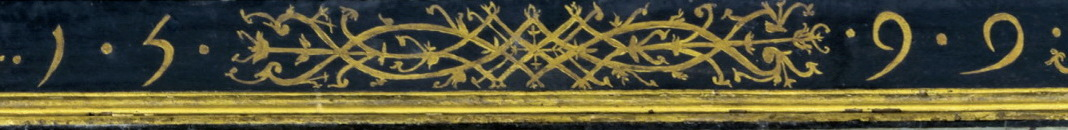
Moresk en misleidend jaartal op de lijst

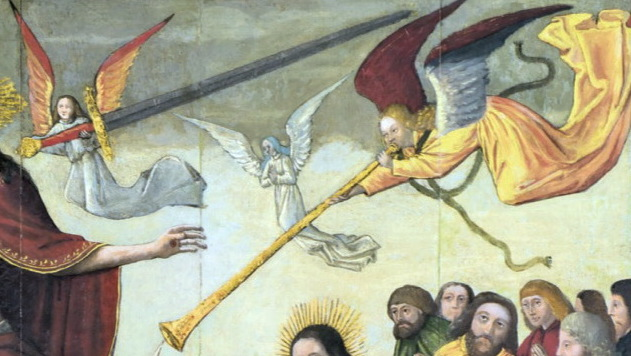
Detail: engelen met zwaard en bazuin

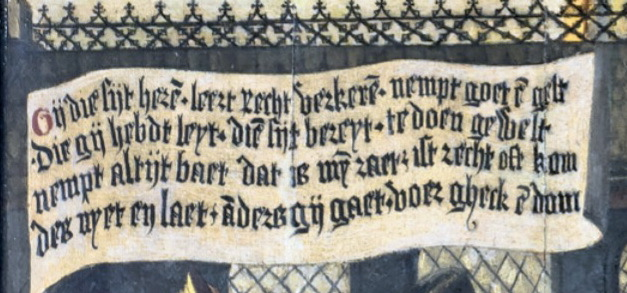
Banderol met influistering van de duivel

De tweevoudige gerechtigheid is een olieverfschildering op paneel. Het bestaat uit zeven verticaal aan elkaar bevestigde planken. Het portrait-formaat was voor gerechtigheidstaferelen in de Nederlanden gebruikelijk; in Duitstalige landen was dat het landscape-formaat. De afmetingen (zonder de lijst) bedragen: 188 × 135 cm. Bij de restauratie in de jaren vijftig zijn de losgeraakte planken vastgezet op een houten drager. Het paneel is gevat in een circa 10 cm brede lijst, die mogelijk origineel is. De lijst is zwart geschilderd en versierd met goudkleurige moresken en vijfpuntige sterren (uit het wapen van Maastricht). De compositie is horizontaal opgedeeld in twee registers, waarbij het bovenste deel een geheel vormt en het onderste register verticaal verdeeld is in twee taferelen.
In het bovenste register is de hemelse rechtspraak op traditionele wijze weergegeven door het tafereel van de dag des oordeels, zoals die wordt beschreven in het Bijbelboek Openbaring van Johannes. Christus is afgebeeld zittend op een regenboog, gehuld in een bloedrood rechtersgewaad. Hij wordt omgeven door een achttal engelen, waarvan vier met loftrompetten. Twee anderen reiken hem een lelietak en het rechterszwaard aan, symbolen van zuiverheid en rechtvaardigheid. Aan Jezus' rechterhand zit zijn moeder Maria, omringd door zeven vrouwen die in de hemel zijn opgenomen, knielend op een wolk. Ter linkerzijde zit Johannes de Doper met zeven mannen. Zeven is een heilig getal, maar zou hier tevens kunnen verwijzen naar de tweemaal zeven schepenen van Maastricht, zeven van Luikse en zeven van Brabantse zijde. Aan de onderzijde van het tafereel is de stad Maastricht afgebeeld, waar de doden uit hun graven opstaan en door engelen naar de hemel of door duivels naar de hel worden gevoerd.
Het onderste register wordt door een zuil van de rechtszaal verticaal in twee gelijke tableaus verdeeld. Het tafereel linksonder is vrij uniek, omdat het een vroege weergave betreft van een rechtszitting in een rechtszaal. Twee mannen, een rijke en een arme, hebben een juridisch geschil en verschijnen voor een balie, in de middeleeuwen buffet genoemd, waarachter zeven of acht rechters hebben plaatsgenomen. De rechtzoekenden hebben beiden uit respect hun hoed afgenomen: de rijke een bonthoed met broche; de arme een gerafelde vilten hoed. Ook de rest van hun kleding duidt op een standsverschil. Door zijn licht gebogen houding drukt de arme man bedeesdheid of onderdanigheid uit. De rechters zijn allemaal anders gekleed, maar zijn duidelijk in goeden doen. Links probeert een duivel de rechters te beïnvloeden door hen in te fluisteren zichzelf te verrijken, desnoods met geweld. De tekst wordt in grote letters weergegeven op een banderol, duidelijk leesbaar voor de toeschouwer.
Rechtsonder zien we diverse duivels aan het werk in de hel. Ze gooien de verdoemden in het vuur en pijnigen hen. Ernaast staat een engel (de aartsengel Michaël?), gekleed als een diaken, die naar de verdoemden wijst en tegelijkertijd een waarschuwende tekst naar de rechters uitspreekt, wederom duidelijk leesbaar weergegeven in een banderol. Het stadsgezicht van Maastricht vormt hier de verbinding met het bovenste register.

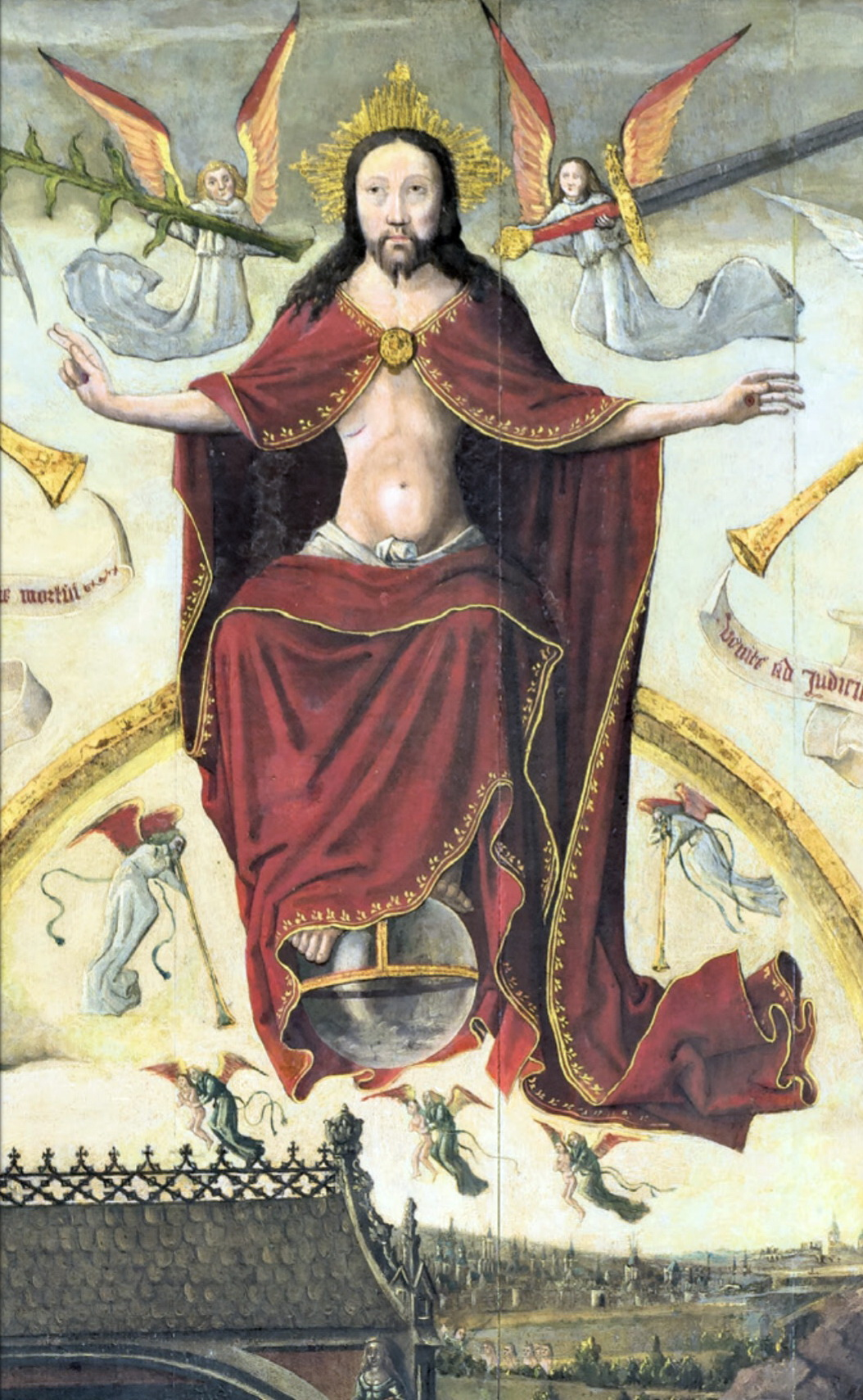
Christus als rechtvaardige rechter
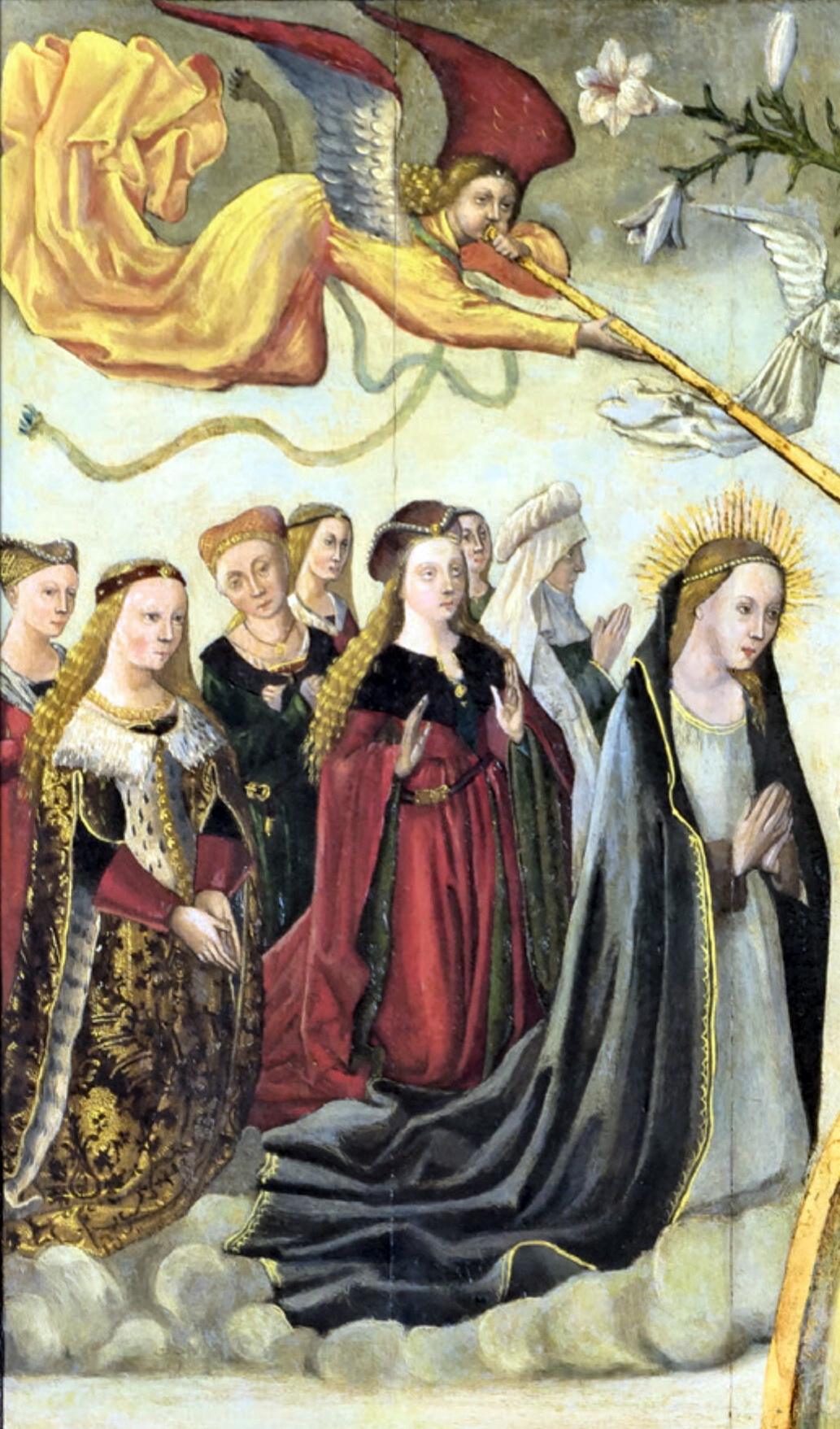
Maria en vrouwen in de hemel
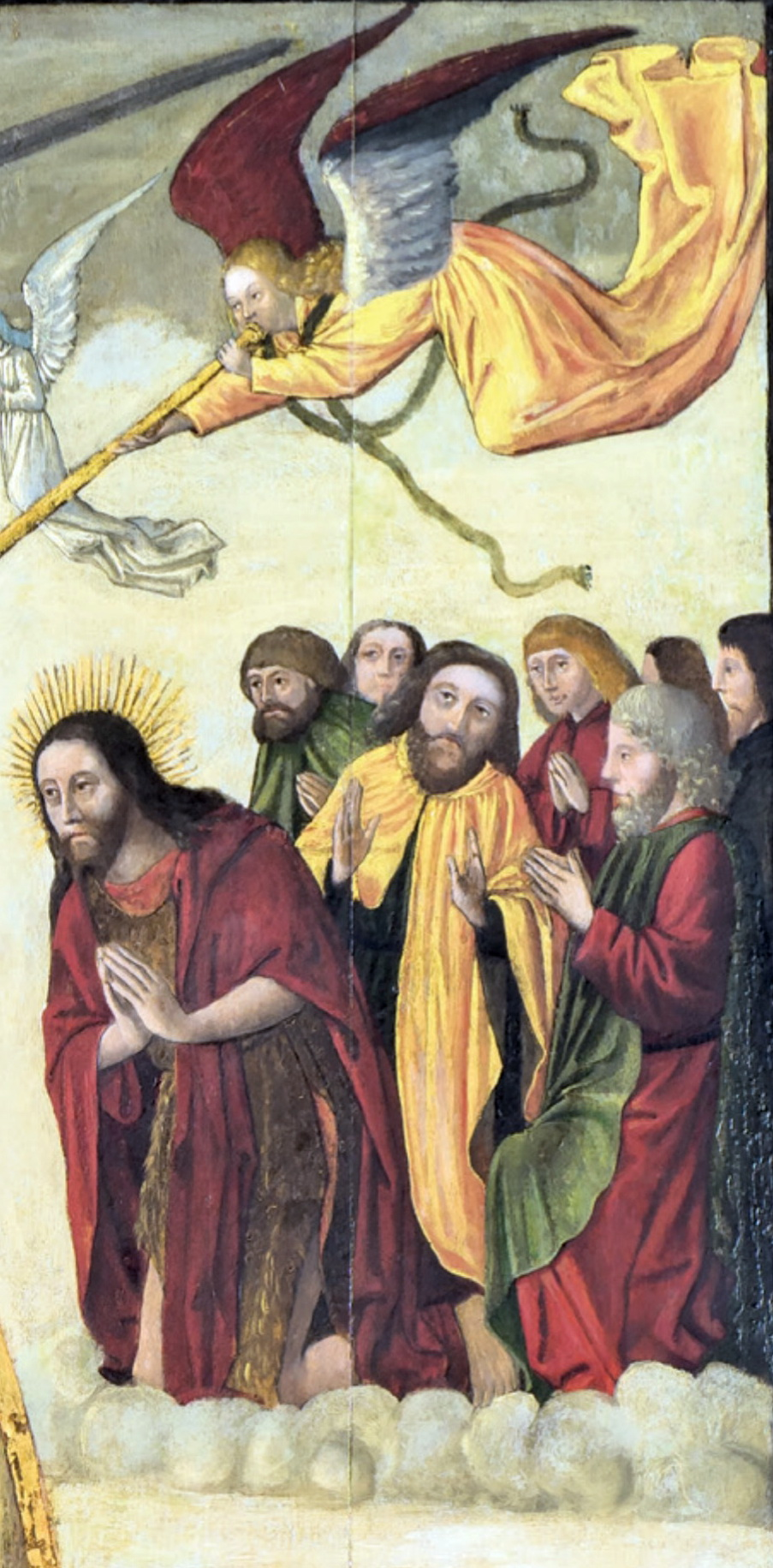
Johannes en mannen in de hemel
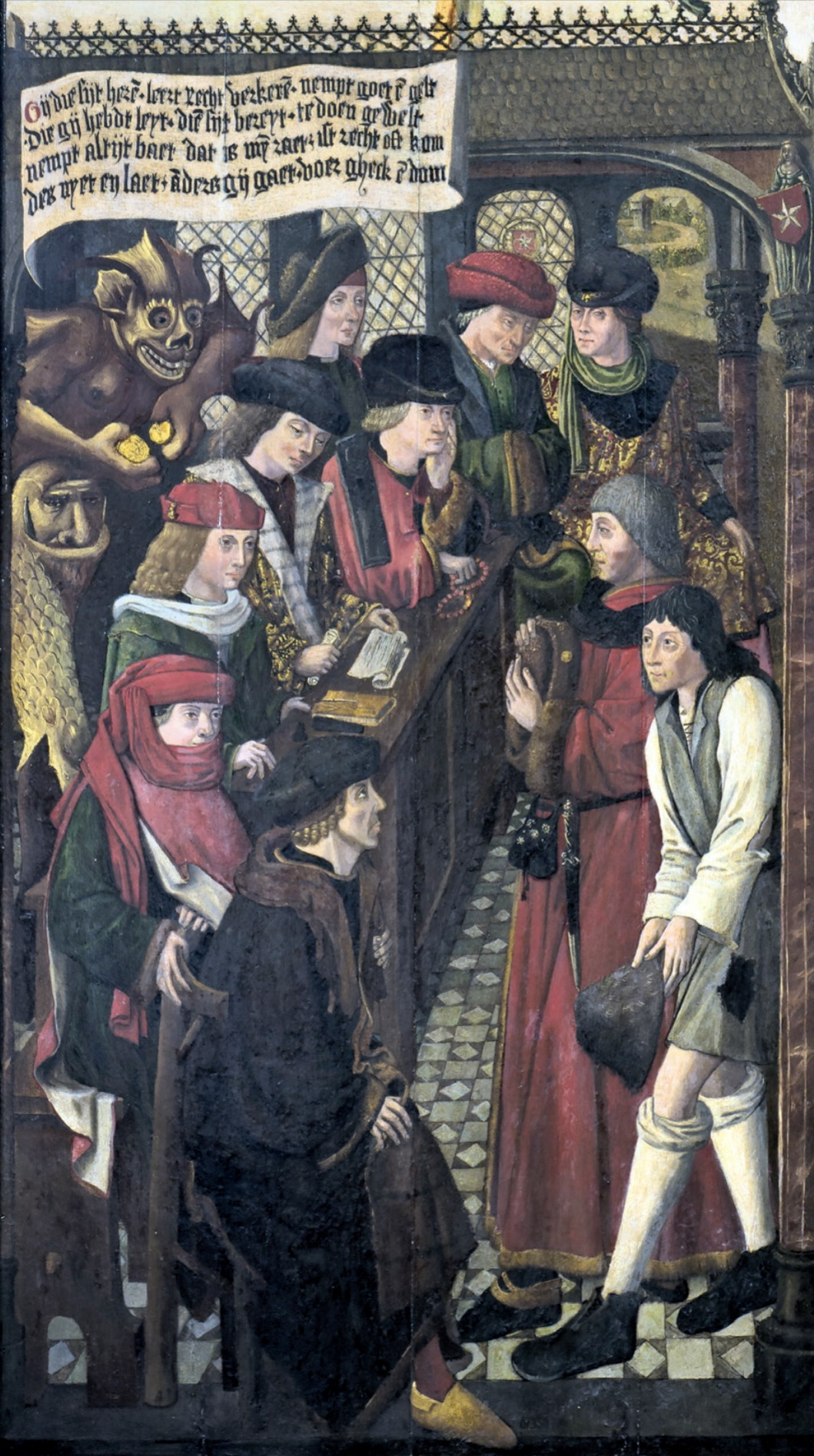
Rechtszitting op aarde
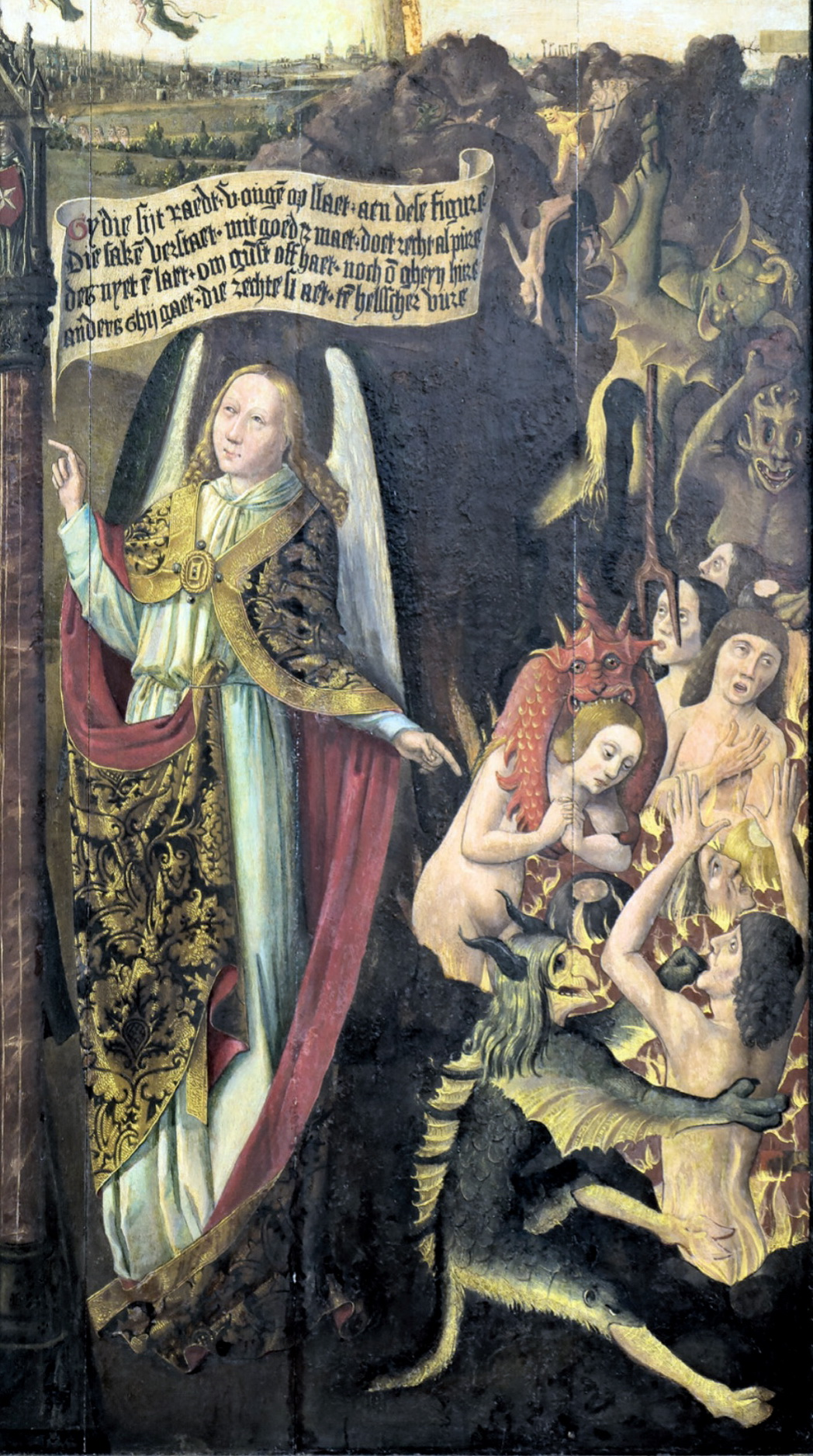
Waarschuwende engel en verdoemden

## Waardering

### Kunsthistorische betekenis
Het Gerechtigheidspaneel van Jan van Brussel is geen meesterwerk. Het is een in vele opzichten interessant, maar middelmatig geschilderd werk van een zogenaamde 'kleine meester', niet te vergelijken met de meesterwerken van de 'grote meesters' van de Vlaamse Primitieven, zoals Van Eyck, Van der Weyden, Bouts, Van der Goes, Memling, David, Massijs of Bosch. Gerechtigheidstaferelen van grote meesters, zoals Van der Weijdens Laatste Oordeel (ca. 1445-1450), Memlings gelijknamige drieluik (ca. 1470) of Davids Oordeel van Cambyses (1498) hebben zowel qua ambitie als schildertechnisch veel meer te bieden dan Van Brussels Tweevoudige gerechtigheid. Wellicht heeft hij wel kennis gehad van een of meerdere van deze meesterwerken en daar elementen van overgenomen.
Door de toevoeging van het realistisch geschilderde rechtbanktafereel, in plaats van de gebruikelijke tenhemelopneming van de uitverkoren, is het schilderij asymmetrisch qua opbouw en wijkt het in die zin af van de meeste vijftiende- en zestiende-eeuwse gerechtigheidstaferelen. Van Brussel plaatst het rechtbanktafereel in een opengewerkt gebouw, een soort poppenhuis, zoals dat in veertiende-eeuwse boekverluchtingen is te zien. De menselijke figuren, engelen en duivels zijn schematisch, enigszins cartoonesk weergegeven, zonder anatomische detaillering of gezichtsuitdrukking. Sommige gewaden, zoals dat van de engel in het benedenregister, zijn wel gedetailleerd, maar missen de verfijning die bijvoorbeeld bij Van Eyck of Van der Weijden te vinden is.

### Historische betekenis

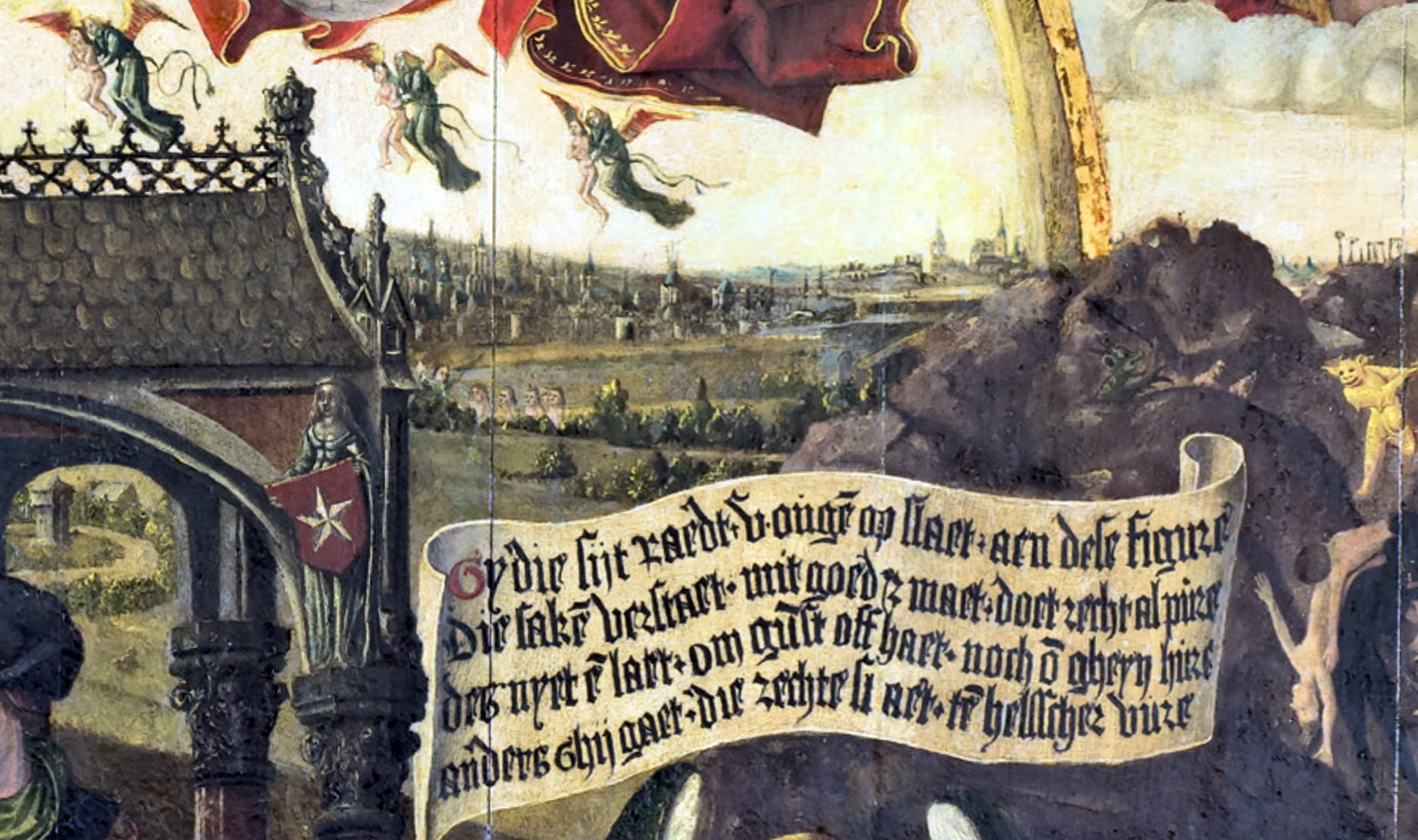
Het beeldje van de maagd met het wapen van Maastricht. Daarnaast de banderol van de engel. Op de achtergrond het stadsgezicht

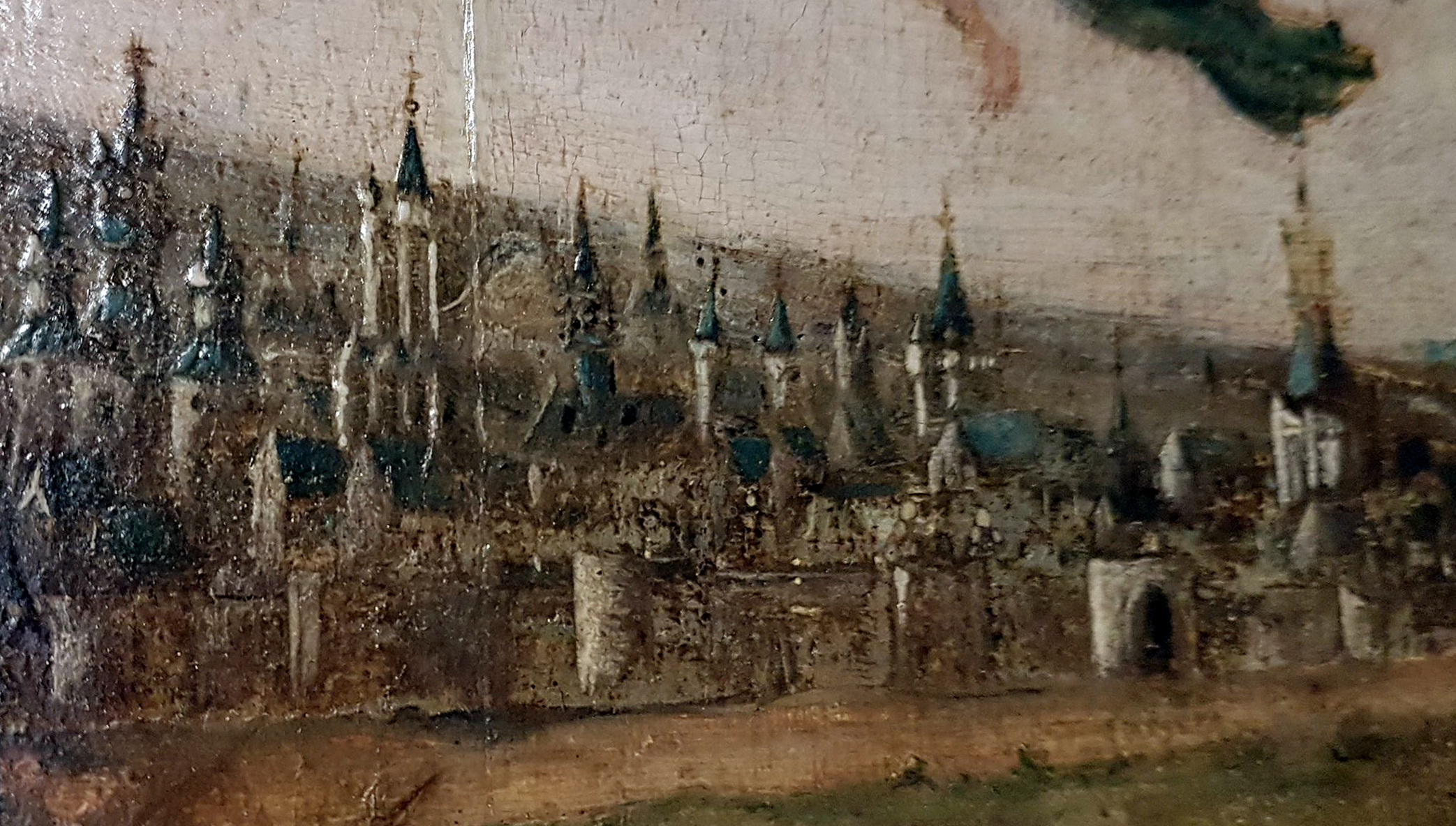
Detail van het stadsgezicht

De uitzonderlijke geschiedenis en de thematiek van het Gerechtigheidspaneel maken dat het een belangrijke bron is voor de geschiedenis van Maastricht, de geschiedenis van de Bourgondische Nederlanden en de Nederlandse rechtsgeschiedenis.
Het rechtbanktafereel, het gebruik van het stadswapen en het vroege stadsgezicht van Maastricht vormen een rijke bron van informatie voor lokale historici. Het stadsgezicht toont weliswaar niet meer de details die het wellicht ooit bezat, maar is desalniettemin herkenbaar en bovendien het oudste realistisch geschilderde stadsgezicht van Maastricht. Duidelijk te onderscheiden zijn de middeleeuwse stadsmuur, de Sint-Servaaskerk, de Sint-Janskerk, de Maas, het stadsdeel Wyck en uiterst rechts een galgenveld. Opmerkelijk is dat het westwerk van de Sint-Servaaskerk is afgebeeld met drie torens, terwijl de oudste berichten over een middentoren pas uit 1556 dateren. Door het open raam van de rechtszaal is een buiten de stad gelegen toren zichtbaar; mogelijk stelt die het versterkte huis Viertorens (of Vierthoren) aan de Jeker voor, waarvan geen andere afbeeldingen bekend zijn. Het stadsdeel Wyck lijkt op een vreemde manier te hoog gelegen te zijn. Naast de Wycker Kruittoren staat de Sint-Martinuskerk, die hier in de huidige toestand, dat wil zeggen niet-georiënteerd is weergegeven, terwijl de middeleeuwse kerk dat juist wel was. Interessant is ook het galgenveld aan de rechterkant van het stadsgezicht, de vroegst bekende afbeelding van het galgenveld aan de oostzijde van Maastricht, vlak bij het leprozenhuis, volgens sommige bronnen nabij de huidige kruising Scharnerweg-Eburonenweg.
Het Gerechtigheidspaneel bevat veel informatie over het leven van burgers in de vijftiende eeuw. Anders dan de leden van het Parlement van Mechelen, zijn de rechters op het Maastrichtse paneel niet uniform gekleed. De uiteenlopende kleding, schoeisel, hoofddeksels en accessoires zijn nog nauwelijks onderzocht. Ook het afgebeelde bouwwerk, hoewel niet realistisch weergegeven, bevat tal van aanwijzingen over architectuur en inrichting van een openbaar gebouw in de late middeleeuwen. De vermanende teksten op de banderollen zijn niet uniek. In het stadhuis van Breda, dat in 1534 bij een brand werd verwoest, bevond zich in de raadszaal een schilderij met een vrijwel identieke tekst. Waar deze tekst zijn oorsprong vindt, is niet bekend.

### Rechtshistorische betekenis

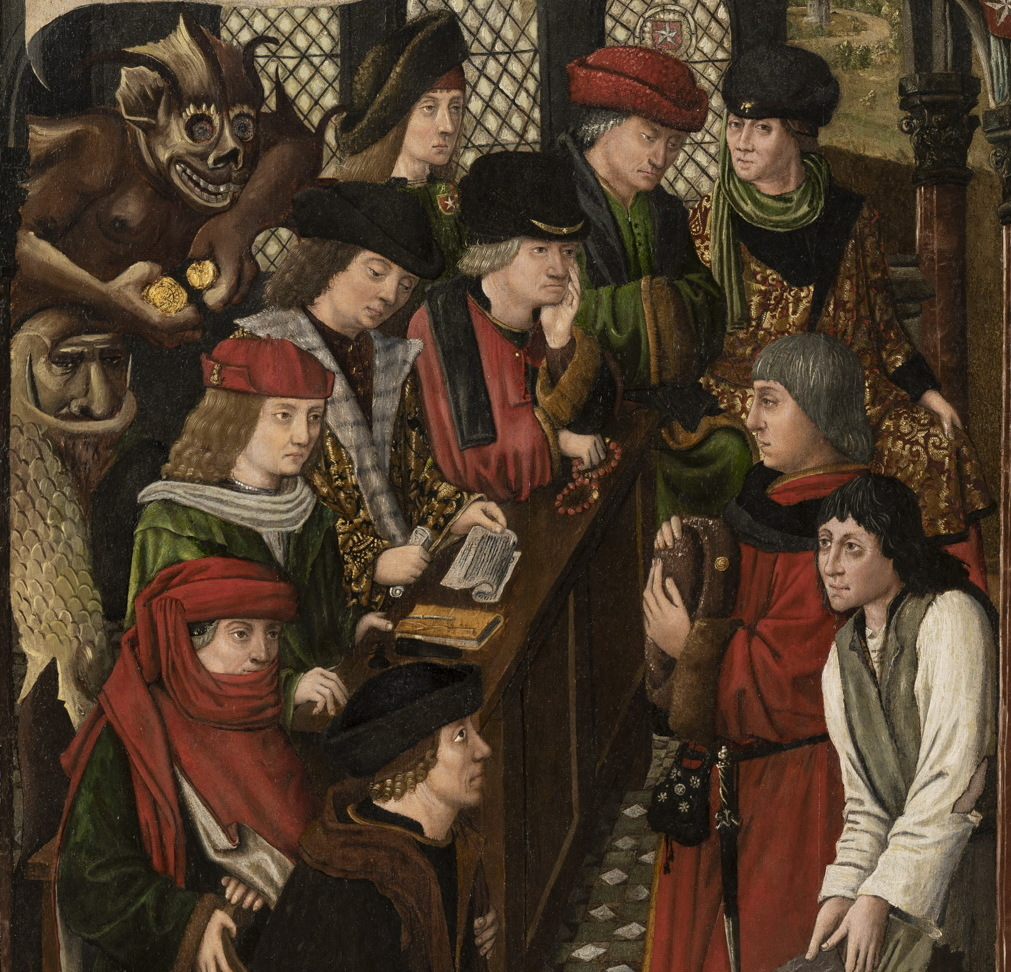
Detail rechtbanktafereel: twee duivels, de bode (met stadsster), de zeven rechters en de twee rechtzoekenden

Het Maastrichtse paneel is thematisch tamelijk uniek, omdat het zowel de hemelse als de aardse rechtspraak laat zien. Het tafereel linksonder verschaft inzicht in het functioneren van een laatmiddeleeuwse rechtbank. De zitting heeft plaats in een open, paviljoenachtig bouwwerk. De gevel is versierd met pinakels en andere ornamenten, en over de nok van het dak loopt een rijk geornamenteerde kam, zoals bij een gotisch reliekschrijn. Het is niet waarschijnlijk dat dit een realistische weergave is van een gebouw in Maastricht, noch van een rechtszaal elders. Het interieur bevat eveneens fraaie architectonische details, zoals rood-marmeren zuilen, gebeeldhouwde kapitelen en een beeld van een vrouw (Justitia of de Maastrichtse stedenmaagd?), die het wapen van Maastricht vasthoudt. Datzelfde wapen, de vijfpuntige witte ster op een rood veld, is aangebracht in glas in lood op een van de vensters. Een opvallend element is de balie of 'buffet' als fysieke afscheiding tussen de rechters en de procespartijen.
Door sommige auteurs (onder anderen De Ridder en Roebroeks) is verondersteld dat het paneel van meet af aan voor het Dinghuis was bestemd, waar destijds de beide Maastrichtse hooggerechten waren gevestigd. Het is echter niet aannemelijk dat een hooggerecht een tafereel van een zitting van een laaggerecht zou bestellen. Het is immers duidelijk dat de zitting op het paneel een civiele procedure voorstelt, aangezien de personen die ter rechtbank verschijnen ongeboeid en onbewaakt zijn. Het Maastrichtse laaggerecht was gevestigd in het huis "De Lanscroon" (en het aangrenzende "De Liebaert"). Het Indivies (ongedeeld) Laaggerecht bestond vanaf 1380 uit twee burgemeesters (een Luikse en een Brabantse) en tweemaal vier raadsleden, tien personen dus, plus een griffier en eventueel een gerechtsbode. Martyn en Paumen concluderen hieruit dat het paneel noch het Maastrichtse hooggerecht, noch het laaggerecht kan uitbeelden, en dat het hier de eerder genoemde Bourgondische Raadkamer betreft, wat eerder ook al door Roebroeks was gemeld, zij het onder voorbehoud.
De Raadkamer van Bourgondië had twee voorzitters (de mannen in goudbrokaat?) en een onbekend aantal leden, waarschijnlijk wel meer dan tien, waaronder een drietal edellieden, een paar hoge geestelijken en een vijftal wetsgeleerden, allemaal uit verschillende provincies en merendeels Franstalig. Van enkele raadsleden zijn de namen bekend: Georges Durret (president), Benoît de Pardieu (griffier, rentmeester en ontvanger), Huguenin de Demigny (eveneens griffier), en Henrys le Jarsson ('raadsknaap'). Die laatste, waarschijnlijk een soort gerechtsdienaar of bode, kreeg op kosten van de raad een groen ambtskostuum en witte kousen aangemeten. Bij de restauratie van 2018 kwam een detail tevoorschijn dat voorheen onzichtbaar was geweest: de bode draagt het wapen van Maastricht op zijn borst. De man op de voorgrond, in zwarte toog en met vierkante baret, heeft wellicht rechten gestudeerd en zou een raadsman kunnen zijn. Hij kijkt de twee rechtzoekenden recht aan. De man achteraan in het groen en met een rode baret heeft zijn ogen neergeslagen en verbergt zijn handen in zijn mouwen, daarmee onpartijdigheid symboliserend. Van de andere personen is geopperd dat daar een griffier (de derde van onder), een schout of voorzitter (de vierde) en een bode (linksachter) bij zouden zijn. Dat het hier om portretten van de historische leden van de Raadkamer van Bourgondië zou gaan, is echter onwaarschijnlijk, ook al omdat de raad zo gehaat was, dat het schilderij in dat geval zeker vernietigd zou zijn.